# Mikaela Arfwedson
Mikaela Arfwedson, född Larsson 12 augusti 1985 i Piteå i Norrbotten, är en svensk friidrottare (långdistans- och terränglöpare). Hon bytte efternamn från Larsson till Arfwedson 2019.
Arfwedson flyttade som barn till Umeå där hon gick i skola på Carlshöjd, spelade fotboll i Gimonäs CK, innebandy för Umeå City IBK, innan hon övergick till att träna på gym. Redan som 18-åring arbetade hon som bodypumpinstruktör på sportanläggningen Iksu Sport, vilket hon fortsatte med under tiden som student vid Umeå universitet.
Efter studierna flyttade hon till Stockholm 2008 och började två år senare löpträna "mest för att lära känna nytt folk". Från 2014 höjdes dock ambitionerna när hon anslöt sig till friidrottsklubben Spårvägens FK och fick ett personligt träningsprogram.
Mikaela Arfwedson (då Larsson) var redan före segern i 2018 års Stockholm Maraton kvalificerad för EM i friidrott, som avgjordes i Berlin 6–12 augusti 2018.
Där kom hon på 17:e plats med tiden 2:35.06.

## Personliga rekord
| Utomhus - 3 000 meter – 10.15,52 (Sollentuna, Sverige 3 juni 2016) - 5 000 meter – 17.27,21 (Sollentuna, Sverige 28 augusti 2016) - 10 000 meter – 36.23,68 (Sollentuna, Sverige 26 augusti 2016) - 10 km landsväg – 34:22 (San Sebastián, Spanien 25 november 2018) - Halvmaraton – 1:14:03 (Berlin, Tyskland 7 april 2019 - Halvmaraton – 1:14:18 (Köpenhamn, Danmark 16 september 2018 - Maraton – 2:31:32 (London, Storbritannien 28 april 2019) - Maraton – 2:35:06 (Berlin, Tyskland 12 augusti 2018) Inomhus - 3 000 meter – 9.46,04 (Gavlehovsvallen, Gävle 17 februari 2018) |